# Нуэва-Имперьяль
Нуэва-Имперьяль  (исп. Nueva Imperial) — город в Чили. Административный центр одноимённой коммуны. Население — 14 980 человек (2002). Город и коммуна входит в состав провинции Каутин и области Араукания.
Территория коммуны — 732,53 км². Численность населения — 31 632 жителя (2007). Плотность населения — 43,18 чел./км².

## Расположение
Город расположен в 32 км на запад от административного центра области города Темуко.
Коммуна граничит:
- на севере — с коммуной Чольчоль
- на востоке — с коммунами Темуко, Падре-Лас-Касас
- на юго-востоке — с коммуной Фрейре
- на юге — с коммуной Теодоро-Шмидт
- на западе — с коммуной Карауэ

## Демография
Согласно сведениям, собранным в ходе переписи Национальным институтом статистики, население коммуны составляет 31 632 человека, из которых 16 163 мужчины и 15 469 женщин.
Население коммуны составляет 3,37 % от общей численности населения области Араукания. 39,06 % относится к сельскому населению и 60,94 % — городское население.